# Nakanoshima (metropolitana di Sapporo)
Nakanoshima (中の島駅?, Nakanoshima-eki) (N11) è una stazione della metropolitana di Sapporo situata nel quartiere di Toyohira-ku, a Sapporo, Giappone.

## Struttura
La stazione è dotata di due marciapiedi laterali, ognuno dei quali accessibile da aree tornelli distinte (è assente il mezzanino) con due binari passanti al centro in sotterranea e così utilizzati:
| 1 | Linea Namboku | per Makomanai |
| 2 | Linea Namboku | per Asabu     |

## Stazioni adiacenti
| «              | Servizio      | »             |
| Linea Namboku  | Linea Namboku | Linea Namboku |
| -------------- | ------------- | ------------- |
| Horohira-bashi | Locale        | Hiragishi     |